# شهرستانک (بوئین‌زهرا)
شهرستانک (بوئین‌زهرا)، روستایی از توابع بخش دشتابی شهرستان بوئین‌زهرا در استان قزوین ایران است. شهرستانک در قسمت مرکزی دشت قزوین و در منطقه دشتی و بسیار هموار قرار دارد. شغل عمده اهالی کشاورزی، باغداری و دامداری است. فاصله شهرستانک تا شهر قزوین ۲۵ کیلومتر است. زبان مردم ترکی آذربایجانی است. در این روستا چند گلخانه پرورش گیاهان خوراکی و سبزیجات نیز وجود دارد. این روستا مرکز دهستان دشتابی شرقی است.

## جمعیت
این روستا در دهستان دشتابی شرقی قرار دارد و براساس سرشماری عمومی نفوس و مسکن ۱۳۹۵ حدود ۱٬۸۷۸ نفر (۴۶۴خانوار) است.